# Juli Borrell i Pla
Juli Borrell i Pla (Barcelona, 1877 - 1957) va ser un pintor i muralista català. Era fill i deixeble de Pere Borrell del Caso.
Autor d'una gran quantitat d'obres, el seu estil es va definir pels retrats femenins, així com per les decoracions murals basades en aspectes de caràcter religiós, des de l'academicisme amb tints naturalistes. Pintà el retrat de Josep Ferrer i Vidal per a la Galeria de Catalans Il·lustres (1906) i participà en la decoració mural del Palau de la Generalitat de Catalunya amb el plafó dedicat al timbaler del Bruc.
A la catedral de Barcelona es conserven dues obres sevesː El lavatori de dijous sant (1895) i Carles V al capítol de l'orde del Toisó d'Or celebrat a la catedral de Barcelona. Va fer també murals a l'Argentina.
Molt celebrades van ser les seves pintures relatives als atemptats de Barcelonaː una representant el judici del cas Rull (Joan Rull i Queraltó) i una altra la sortida del viàtic després de l'atemptat del Liceu (1896-97, pertanyent a una col·lecció particular).
També va excel·lir en el domini de la tècnica del pastel.
Era germà de Ramon Borrell i Pla i pare de Pere Borrell i Bertran, també pintors.